# G-Man (Half-Life)
G-Man, được lồng tiếng bởi Michael Shapiro, là một nhân vật trong loạt game Half-Life (Thể loại: FPS, PC Game). Thường được thấy trong một bộ đồ vest màu xanh với một chiếc cà vạt và thường xách một va-li. G-man được nhìn thấy lần đầu trong Half-Life (còn gọi là HL1). Ông ta là nhân vật bí ẩn nhất trong chuỗi game với sắc thái kì lạ và có những quyền năng vượt xa khả năng con người. Ngoài ra, mọi danh tính và hành động của ông ta đều không thể giải thích nổi. Trong game G-man đóng vai trò một "thế ngoại thần tiên", theo dõi và điều chỉnh mọi diễn biến xảy ra, đặc biệt là quan sát hành động của người chơi.

## Tổng quan
Về mặt hình thức bề ngoài, G-Man mang hình dạng một người trung niên châu Âu cao gầy, da nhợt nhạt, tóc đen cắt gọn, mắt xanh. Trong suốt loạt game, G-man mặc một bộ đồ vest màu xám xanh và thường được thấy (trừ lúc trong Half-Life 2: Episode One) xách một va-li mà, trong HL1, có logo của Trung tâm nghiên cứu Black Mesa. Giọng nói của G-man trầm, chậm và có sức sai khiến, đặc biệt G-man lên xuống giọng theo nhiều quy luật khó hiểu và luôn kéo dài phụ âm "s", nhấn âm sai, dừng tùy ý và đổi giọng giữa câu. Cách nói kì lạ này cùng với những câu nói khó hiểu đầy ẩn ý đem lại một phương diện kì bí cho nhân vật này.
G-man luôn giữ một vẻ điềm tĩnh khác người. Trong hoàn cảnh Black Mesa bị xâm nhập bởi các quái vật đến từ hành tinh Xen, khi tất cả mọi người hoảng sợ trốn tránh và bỏ chạy, G-man được nhìn thấy đang thắt lại nút cà-vạt và... phủi bụi trên bộ complet của ông ta với một gương mặt dường như không để ý đến quái vật xung quanh. Trong chuỗi Half-Life, người chơi rất khó bắt gặp G-man, và ông ta thường được thấy ở những vị trí không thể đến được và sẽ biến mất ngay sau đó. G-man có khả năng vận hành nhiều loại máy móc và công nghệ, từ điện thoại di động và cửa khóa mã cho đến vũ khí hạt nhân và máy dịch chuyển tức thời.
"G-Man" không phải là tên thật. Ông ta không bao giờ được đề cập tới bởi những nhân vật khác trong game. "G-man" chỉ là tên của kiểu mẫu trong Half-Life, và Half-Life 2 (có thể là ám chỉ cụm từ G-Man, nói về một cán bộ của Chính phủ Liên bang Hoa Kỳ. Nhân vật cũng được gọi là "Gman" trong danh sách lồng tiếng của Half-Life 2. Hơn nữa, trong Opposing Force, Shephard gọi nhân vật này là "G-man." Phần đông game thủ dùng nickname "G-Man" hay "Government man" vì không ai biết tên thật. Trước khi phát hành Half-Life 2, nhiều người cho rằng G-man là giám đốc của Trung tâm nghiên cứu Black Mesa, nhưng mà Half-Life 2 chỉ rõ giám đốc là một người khác: Tiến sĩ Wallace Breen.
G-man được nhìn thấy nói chuyện với một số người. Trong Half-Life 2, Doctor Breen nói với Gordon Freeman rằng Gordon đã "tự chứng tỏ mình là một con chốt tốt trong tay kẻ điều khiển anh ta" và cảnh báo Freeman rằng "cái hợp đồng của mày đã mở cho người đấu giá cao nhất". Mấy dòng này chứng tỏ Breen đang lo sợ sự can thiệp của một thế lực lớn hơn lên hành động của Freeman. Ngoài ra, người Vortigaunt có vài câu bí ẩn có thể là nói về G-Man, và trong đoạn giới thiệu của Episode One người Vortigaunt đã đụng độ G-man, giải thoát Freeman khỏi sự khống chế. Có thể thấy Vortigaunt rất dè chừng G-man, có thể là vì bản chất và mục đích bí ẩn của ông ta, cũng có thể là hai lực lượng đối lập với nhau.
Trong loạt game, đặc biệt là Opposing Force, có vẻ như G-man đang theo đuổi một kế hoạch, giải thích vì sao ông ta ngăn Shephard thoát khỏi Black Mesa và khởi động lại quả bom nguyên tử mà Shephard đã vô hiệu hóa, cũng như thuê Gordon Freeman. Có vẻ như G-man muốn mọi thứ xảy ra theo một chuỗi sự kiện đã hoạch định trước.

### Cái gì ở trong va-li và những đồ sở hữu khác
Từ trong Half-Life 2: Episode One, G-man luôn cầm theo một chiếc va-li. Trong Half-Life 1, dùng mã "no-clipping" (noclip), hoặc là dùng Model Viewer, có thể thấy được bên trong cái va-li này  Lưu trữ ngày 28 tháng 9 năm 2007 tại Wayback Machine. Tuy vậy, do bên trong của va-li chỉ được nhìn thấy bởi chỉnh mã hay là dùng công cụ cải tiến, người chơi không thể nhìn thấy được bên trong nên đó chỉ được xem như một Easter egg. Điều này chỉ đúng trong HL1, vì trong HL2, cái va-li trống không. Sau đây là danh sách vật dụng trong va-li:
- 3 bút chì
- 2 mảnh giấy có chữ
- 1 súng lục cỡ nòng 9 mm
- 1 thẻ căn cước
- 1 cái laptop

Ngoài ra, trong Opposing Force, ông ta được nhìn thấy đang nói chuyện qua điện thoại di động.

## Xuất hiện trong games

### Half-Life

G-Man trong một thang máy của hành tinh Xen

Nhìn thấy lần đầu trong chiếc xe điện ngược chiều với Gordon, nhưng không biết làm sao ông ta lại tới Khu vực C trước Freeman. Trước khi cuộc thí nghiệm diễn ra, G-man được thấy tranh luận rất dữ dội với 1 nhà khoa học trong 1 phòng kín ở khu vực C. Theo sau cái "catastrophic resonance cascade", G-Man được nhìn thấy lặng lẽ theo dõi người chơi từ những vị trí không thể tới được. Trong vài trường hợp, dường như những nhân vật khác không thấy được sự xuất hiện của G-man.
Sau khi Gordon tiêu diệt Nihilanth, chúa tể của hành tinh Xen và cũng là trùm cuối boss của Half-Life, G-Man đem Gordon ra khỏi vòng nguy hiểm một cách khó tin, đột ngột xuất hiện kế bên người chơi, lấy hết vũ khí của Gordon (ông ta nói đó là "tài sản chính phủ") và dẫn Gordon tham quan vài nơi trên hành tinh Xen. Rồi màn hình trở thành cảnh vật trông 1 chiếc xe điện (giống như cái xe điện chở Gordon vào Black Mesa ở đầu game) đang di chuyển xuyên không gian với tốc độ kinh hồn. G-man nói với người chơi rằng ông ta đã theo dõi người chơi và thích thú hành động của Freeman. Ông ta sau đó đề nghị thuê Gordon làm việc cho "sếp" của ông ta. Nếu người chơi từ chối thì đồng nghĩa với việc 1 Freeman không có vũ khí bị đặt vào thế đối diện 1 quân đoàn quái vật và màn hình dần đen thui với những lời cuối cùng của G-man: "No regrets, Mr. Freeman." (Tạm dịch: Không có gì hối tiếc, ông Freeman).
Trang web chính thức của Half-Life 2: Episode One ghi rõ "In Half-Life, the G-Man made you." (Tạm dịch: Trong Half-life, G-man đã tạo ra bạn.)

### Opposing Force

G-man ngăn cản Adrian Shephard thoát khỏi Trung tâm nghiên cứu Black Mesa. Người lính phía sau G-man có vẻ không thấy ông ta.

Trong expansion pack Half-Life: Opposing Force, G-man đóng vai trò trực tiếp trong câu chuyện nhiều hơn, có lúc hướng dẫn và giúp đỡ người chơi, hạ sĩ Adrian Shephard, cũng có lúc chỉ quan sát.
Trong cuộc diễn tập quân đội trước Half-life, G-Man có được thoáng thấy nói chuyện với 1 sĩ quan. Và sau đó sự luyện tập của Shephard bị tăng lên, cho thấy G-man đã để ý Shephard từ trước khi có sự kiện Black Mesa.
Ở chỗ Shephard bị kẹt trong 1 lối đi nhỏ, với nước phóng xạ ào tới một cách nhanh chóng. G-Man đã mở 1 cánh cửa cứu mạng anh ta. Ở vòng sau, lúc Shephard sắp thoát được Black Mesa với những người lính còn lại, G-Man lại đóng cửa, không cho anh ta chạy thoát.
Sau nữa, G-Man được thấy tái điều chỉnh trái bom nguyên tử mà sau đó phá hủy Black Mesa, chính là trái bom mà Shephard đã vô hiệu hoá ngay trước đó.
Sau khi Shephard tiêu diệt Gene Worm tại khúc cuối của Opposing Force, G-Man lại xuất hiện. Lần này Shephard nhận ra mình được đưa lên khoang của 1 chiếc Osprey của đơn vị HECU, đối mặt với G-Man. G-Man báo cho Shephard rằng, ngược với ý đồ ban đầu, Shephard sẽ bị gạt ra, nhưng được bảo lưu. G-Man nói rằng ông ta ngạc nhiên với khả năng sống còn của Shephard tại Black Mesa, và nói rằng điều đó làm G-man nhớ lại quá khứ của mình. Trong lúc đó, chiếc máy bay đã đem họ xa khỏi Black Mesa, và lập tức Black Mesa bị hủy diệt hoàn toàn bởi bom nguyên tử. Ko hiểu sao chiếc máy bay bay được đến Xen, và cuối cùng là đến khoảng bóng đêm vô tận giống như khúc cuối của Half-life. G-man để Shephard ở đó và dùng 1 máy dịch chuyển tức thời để biến mất.

### Half-Life: Blue Shift&Half-Life:Decay
Trong cả hai Half-Life: Blue Shift và Half-Life: Decay, nhân vật chính, Barney Calhoun và các tiến sĩ Gina Cross và Colette Green, nhìn thấy G-man ở khúc đầu game, nhưng mà G-man chẳng để ý họ.

### Half-Life 2

G-Man trong Half-Life 2, khi nói chuyện với Freeman ở đầu game

Half-Life 2 bắt đầu bằng việc Gordon thức dậy khoảng hai thập niên trong tương lai, khi nhìn thấy những cảnh trong mơ như phòng thí nghiệm Black Mesa, và phần trong của pháo đài Citadel. Trong đoạn hội thoại, G-Man nói ông ta đặt Gordon vào giấc ngủ để bảo vệ anh ta, và bây giờ 1 cơ hội mới đã nổi lên cho phép Freeman 1 lần nữa chống lại lực lượng Combine trên Trái Đất.
G-Man luôn gọi Gordon Freeman là "Ông Freeman", mặc dù Gordon có bằng tiến sĩ. Tuy nhiên, ở khúc cuối, ông ta lại gọi Freeman là "Tiến sĩ Freeman".
G-Man có thể được thấy thoáng qua tại vài nơi trong chuỗi sự kiện của game, nhưng chỉ là từ rất xa hoặc là trên màn hình cho đến khúc cuối. Sau 1 trân quyết tử trên đỉnh tháp toà Citadel, Gordon làm hư hỏng nặng hệ thống năng lượng tối của tòa nhà, dẫn tới 1 vụ nổ mà không ai có thể sống sót; nhưng điều đó đã không xảy ra vì G-Man đột ngột xuất hiện và dừng thời gian để đưa Gordon ra chỗ an toàn để đợi "công việc mới" (trong khi đó lại để lại Alyx Vance chờ chết trong vụ nổ). Trò chơi lại kết thúc trong bóng đêm vô tận như là HL1, với việc G-Man mở 1 cánh cửa không gian và bước qua, không quên thắt lại nút cà-vạt của mình.

G-Man trên màn ảnh tivi ở vòng "Route Kanal". Để ý logo của Combine tại góc phải phía trên màn hình và vị trí thu hình trùng với nơi mà Dr. Breen thu hình

G-Man, tới lúc này, có vẻ chắc chắn sẽ một lần nữa đặt Freeman vào giấc ngủ cho đến khi có vài "công việc thú vị" cho Gordon, lần này không nhắc gì tới "xếp" của ông ta như là HL1. Nhưng mà, sau đó trong Episode One, sự quản lý của G-Man đối với Gordon bị lấy đi bởi người Vortigaunts (xem phía dưới), chấm dứt (hoàn toàn hay tạm thời) kế hoạch của ông ta.
Trong khúc cuối, Tiến sĩ Breen hỏi Gordon, "Did you realize your contract was open to the highest bidder?" (Tạm dịch: Cậu có biết là hợp đồng của cậu đã được mở cho người đấu giá cao nhất không?). Có thể có liên hệ với "hợp đồng" mà Gordon có với G-Man, và nhiều người cho rằng G-man là 1 nhân vật trung lập.

### Half-Life 2: Episode One

Lần xuất hiện duy nhất của G-man trong Half-Life 2: Episode One, cũng là cuộc đụng độ với người Vortigaunts. Đây cũng là lần đầu tiên G-man được nhìn thấy không cầm chiếc va-li đặc trưng của mình.

G-Man chỉ được thấy 1 lần trong Half-Life 2: Episode One. Ở đoạn đầu game, tiếp ngay sau khi Half-Life 2 kết thúc, G-Man trở về bóng đêm vô tận và định nói điều gì đó với Gordon, nhưng ngay lập tức nhận ra 1 người Vortigaunt màu tím phía bên trái. Ông ta nở 1 nụ cười nửa miệng, nhưng liền sau đó nhận ra 1 Vortigaunt nữa bên phải, và nụ cười biến mất trên khuôn mặt G-man. Tổng cộng 8 Vortigaunt lần lượt xuất hiện và tạo 1 khiên năng lượng bao vây G-man, ông ta lộ vẻ tức giận, và khi ông ta thấy 2 Vortigaunt khác cắp tay Gordon đưa đi, ông ta nhận ra điều gì đó đang xảy ra. Với vẻ điềm nhiên đến kinh ngạc, G-Man thắt chặt lại cà-vạt một cách thô bạo và trả lời lại giai điệu của những người Vortigaunt với 1 giọng lạnh lùng trầm tĩnh và bí ẩn: "We'll see... about that!" (Tạm dịch: Chúng ta sẽ xem xét về... chuyện đó). Gordon ngay lập tức được dịch chuyển tức thời đi xa và được tìm thấy bởi Dog sau đó trong 1 đống đá ngoài toà tháp Citadel.
Sự kiện này cho thấy người Vortigaunts có khả năng xâm nhập bóng đêm vô tận của G-Man. Và nó cũng cho thấy người Vortigaunts không yếu như họ từng thể hiện, bằng chứng là họ có thể ngăn cản G-man, cho đến lúc này vẫn là nhân vật có quyền năng lớn nhất trong game.

### Half-Life: Episode Two
Trong Half-Life 2: Episode Two, G-Man dừng thời gian và xuất hiện ngay khi nhóm những người Vortigaunts đang bận cứu chữa cho Alyx Vance vừa mới bị chấn thương. Ông ta nói rằng ông ta không thể liên lạc với Gordon trừ khi những người Vortigaunts bị làm cho lơ đãng. Sau đó, G-man dẫn Gordon qua 1 chuỗi những nơi nửa thật, nửa ảo, trong lúc cho Gordon biết rằng chính G-Man là người đã "rút" (pluck) Alyx Vance ra khỏi Black Mesa, dù có sự phản đối từ vài "kẻ khó ưa" với lý luận rằng Alyx chỉ là "1 đứa trẻ vô dụng đối với bất kì ai " (A mere child of no practical use to anyone). (G-man không đề cập ai là "kẻ khó ưa" nhưng trên màn hình phía sau ông ta xuất hiện hình ảnh Tiến sĩ Breen trong chớp mắt). G-man sau đó ra lệnh cho Gordon hộ tống Alyx đến White Forest một cách an toàn, như là 1 sự đền đáp cho việc ông ta đã cứu mạng Gordon trước đó, ông ta còn cho biết thêm là ông ta rất muốn làm điều gì đó nhiều hơn là điều khiển Gordon, nhưng tiếc là ông ta đã đồng ý "không vượt quá vài giới hạn định sẵn" (abide by certain restrictions). Sau đó, trong khi Alyx vẫn còn đang hôn mê, G-man khẽ truyền vào tai cô ta 1 mệnh lệnh: khi Alyx gặp Tiến sĩ Vance, cô ta phải nói với cha của cô ta rằng ông ấy phải: "Prepare for unforeseen consequences" (chuẩn bị cho những hậu quả không thể lường trước). Trong chuỗi sự kiện này, G-man có vẻ linh động hơn và giống một con người nhiều hơn.
Kể từ sau sự kiện này, G-Man lại được nhìn thấy ở vài nơi trên đường đến White Forest, điều này đã không diễn ra trước đó kể từ đoạn kết của Half-Life 2.
Khi Alyx và Gordon đến được White Forest, hình ảnh của G-man xuất hiện trong chớp mắt trên màn hình phòng điều khiển, kích hoạt Alyx truyền thông điệp của ông ta đến cha là Eli, với một giọng nói vô hồn. Eli có vẻ như bị sốc khá nặng khi nghe những lời này, đến nỗi hầu như sắp ngã gục. Sau khi tìm cách làm cho Alyx rời khỏi phòng, Eli cho Gordon biết rằng ông ta cũng lo sợ về G-man (Eli gọi G-man là "mutual friend" (bạn chung)). Eli cho biết thêm chính G-Man là người đem mẫu vật liệu từ Xen gây nên Sự kiện Black Mesa, và thì thầm vào tai Eli "prepare for unforeseen consequences" (chuẩn bị cho những hậu quả không thể lường trước) ngay trước khi thảm họa resonance cascade xảy ra. ("Unforeseen Consequences" là tên của một phần trong game Half-life ngay sau khi thảm hoạ xảy ra). Ngay khi Eli bắt đầu tiết lộ hy vọng về 1 hoạt động bí mật nào đó thì Alyx bước vào. Vài phút sau, Eli nói với Gordon rằng thông điệp của G-man là nói về chiếc Borealis, và khẳng định lại rằng chiếc thuyền này phải bị phá hủy, nếu không sẽ có 1 thảm họa Black Mesa thứ 2 xảy ra. Eli gợi ý rằng ông ấy biết vài điểm về G-Man (vd: tính cách, động cơ, danh tính thật...) khi ông ta nói "Gordon, there's so much I need to tell you" (Gordon, còn rất nhiều thứ mà tôi cần nói với anh), trước khi bị Alyx chen vào. Tuy nhiên, ngay sau đó Eli bị giết bởi Combine Advisor trước khi ông ta có cơ hội làm sáng tỏ vấn đề.

## Danh sách xuất hiện trong game
G-man xuất hiện vài lần trong mỗi game, ở những vị trí không đến được. Nếu bắn ông ta, ông ta không bị mất máu, chứng tỏ ông ta bất tử. Danh sách này không tính đoạn mở đầu và kết thúc mỗi game.

### Half-Life
- Black Mesa Inbound (map: c0a0d): Trong 1 chiếc tàu điện chạy đối diện.
- Anomalous Materials (map: c1a0): Nói chuyện với 1 nhà khoa học trong phòng kín.
- Unforeseen Consequences (map: c1a1b): Nhìn Gordon từ 1 hành lang.
- Office Complex (map: c1a2b): Nhìn thấy thắt lại cà-vạt sau 1 cánh cửa khóa.
- We've Got Hostiles (map: c1a3d): Nhìn thấy trên 1 hành lang cao.
- Power Up (map: c2a1): Nhìn thấy trong 1 phòng điều khiển.
- Apprehension (map: c2a3b): Trong 1 căn phòng.
- Lambda Core (map: c3a2c): Nhìn thấy đi thản nhiên giữa 1 bầy Headcrabs và biến mất trong 1 Portal.

### Half-Life: Uplink
- Uplink (map: hldemo1): Nhìn thấy trong 1 hành lang.

### Half-Life: Opposing Force
- Boot Camp (map: ofboot1): Nhìn thấy qua 1 cửa sổ, nói chuyện với 1 sĩ quan.
- Welcome to Black Mesa (map: of1a1): Nói chuyện với 1 bảo vệ.
- Welcome to Black Mesa (map: of1a3): Giải cứu Shephard khỏi 1 căn phòng chất độc và biến mất.
- We're Pulling Out (map: of1a6): Ngăn cản không cho Shephard thoát.
- Pit Worm's Nest (map: of4a4): Trong 1 hành lang.
- Foxtrot Uniform (map: of5a4): Nhìn thấy nói chuyện qua điện thoại di động.
- The Package (map: of6a4): Nhìn thấy khởi động lại quả bom nguyện tử trước đó.

### Half-Life: Blue Shift
- Insecurity (map: ba_maint): Nhìn thấy lái 1 chiếc xe điện.

### Half-Life: Decay
- Dual Access (Mission 1): Nhìn thấy trong 1 thang máy.

### Half-Life 2
- Point Insertion: Nhìn thấy trên 1 màn hình.
- "A Red Letter Day" (map: d1_trainstation_05): Vẫn nhìn thấy trên màn hình.
- Route Kanal (map: d1_canals_01): Nhìn thấy trên Tivi trong căn phòng của Breen.
- Water Hazard (map: d1_canals_06): Đứng trên 1 bờ kè.
- Water Hazard (map: d1_canals_06): Trên màn ảnh lớn.
- Water Hazard (map: d1_canals_12): Trên bờ kè.
- Water Hazard (map: d1_canals_13): Trên bờ kè.
- "We Don't Go to Ravenholm" (map: d1_town_05): Nhìn thấy đi ra khỏi 1 đường hầm.
- Highway 17 (map: d2_coast_03): Nhìn qua ống nhòm, thấy nói chuyện với Odessa.
- Nova Prospekt (map: d2_prison_02): Đi qua cửa.
- Anticitizen One (map: d3_c17_02): Thấy trên tivi lái 1 chiếc xuồng với một con quạ trên vai. Lạ lùng là cái tivi không có cắm điện và nếu tới gần thì cái tivi sẽ nổ.
- Anticitizen One (map: d3_c17_03): Trên màn hình lớn.

### Half-Life 2: Episode One
- Không được nhìn thấy trong Episode One trừ phần mở đầu. Có thể là vì Episode 1 không nằm trong dự trù của G-man. Ở đây ông ta không mang va-li.

## Sự thật
- Trong phần lời bình của file "npc_gman.cpp" của Source SDK, Valve viết: "// Purpose: The G-Man, misunderstood servant of the people." (Tạm dịch: Mục đích: G-man, kẻ đầy tớ bị hiểu lầm của nhân dân.)
- Trong Half-Life 2: Raising the Bar, ta biết được Half-Life 2 model của G-man là dựa theo Frank Sheldon, 1 nhân viên kĩ thuật. Người này lúc đầu là model cho Dr. Breen.